# البحرية المصرية القديمة

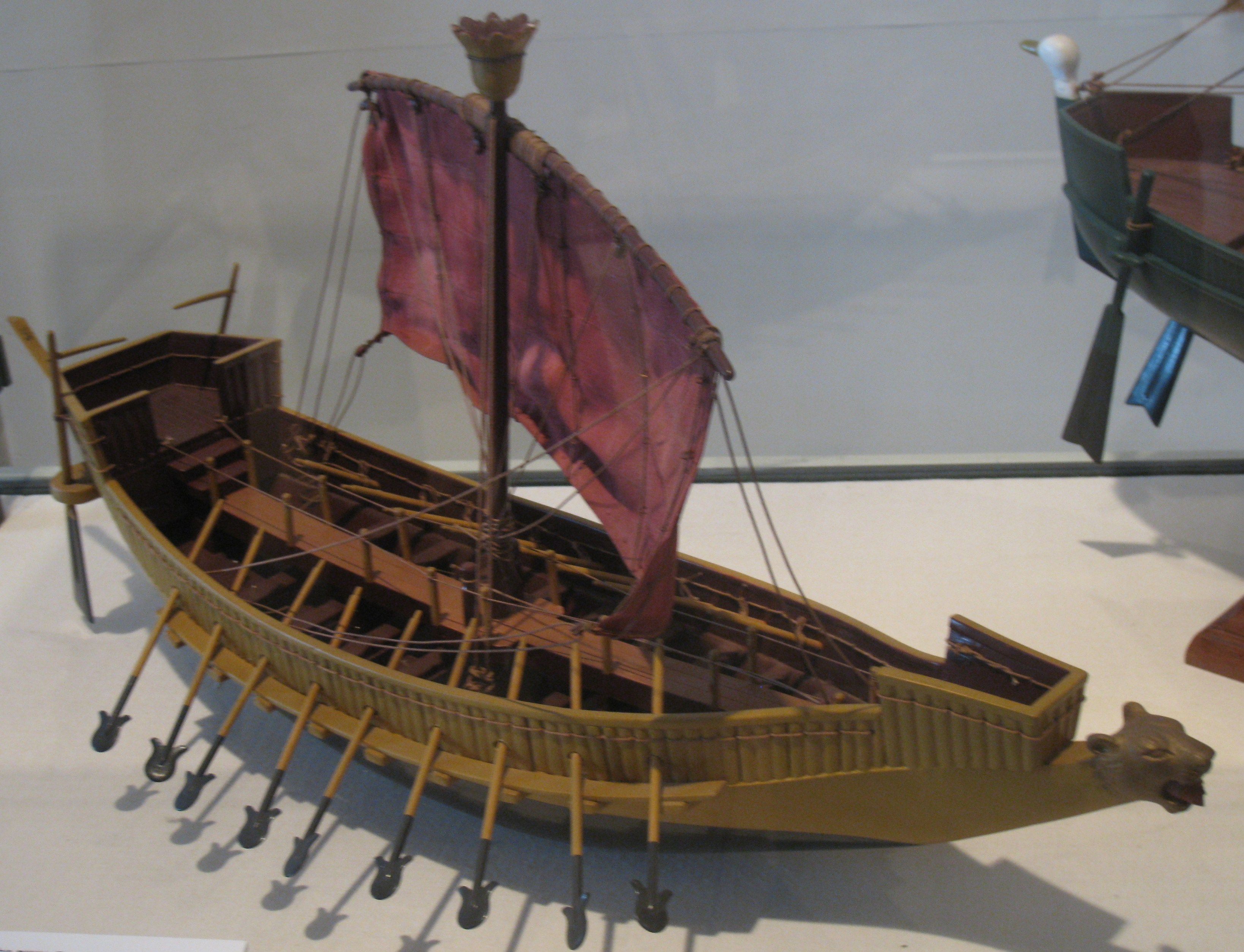
نموذج حديث لسفينة حربية مصرية من 1200 قبل الميلاد.

البحرية المصرية القديمة لها تاريخ واسع للغاية يكاد يكون قديمًا قدم الأمة نفسها. أفضل المصادر حول نوع السفن التي استخدموها وأغراضها تأتي من النقوش من المعابد الدينية المختلفة المنتشرة في جميع أنحاء الأرض. في حين أن السفن المبكرة التي كانت تستخدم للإبحار في نهر النيل غالبًا ما كانت مصنوعة من القصب، فإن المحيط والسفن البحرية كانت تصنع بعد ذلك من خشب الأرز، على الأرجح من غابات جبيل في لبنان اليوم. في حين أن استخدام البحرية لم يكن مهمًا للمصريين كما قد يكون بالنسبة للإغريق أو الرومان، إلا أنه لا يزال يثبت جدارته خلال حملات تحتمس الثالث وحتى في الدفاع عن مصر في عهد رمسيس الثالث. أدرك تحتمس الثالث أهمية الحفاظ على خط اتصالات وإمداد سريع وفعال يربط قواعده في منطقة الشام بمصر. لهذا السبب، قام ببناء حوض بناء السفن الشهير الخاص به للأسطول الملكي بالقرب من منف، والذي كان هدفه الوحيد هو إمداد الجيش المصري الحربي باستمرار بقوات إضافية بالإضافة إلى التواصل مع مصر والإمدادات العامة.
خلال عصر المملكة المصرية القديمة حتى بداية الإمبراطورية المصرية، كانت القوات البحرية والسفن الخاصة بالمصريين القدماء شبه معدومة بخلاف القيام بمهام الاتصالات والنقل. ومع ذلك، من خلال إعادة التنظيم الهائلة للجيش المصري في المملكة المصرية الحديثة والسياسة الخارجية العدوانية التي انتهجها الملوك، بدأت البحرية تصبح أكثر أهمية من أي وقت مضى في الحفاظ على القوة والنفوذ المصري في الخارج.

## بناء السفن
تم بناء السفن في البداية بطريقة أساسية للغاية تستخدم فيها القصب. لم تكن هذه السفن قادرة بأي حال من الأحوال على السفر في البحر الأحمر أو البحر الأبيض المتوسط، ولذلك كان الغرض منها هو الإبحار فقط عبر نهر النيل. كلما كانت السفن مطلوبة لتحمل رحلات أطول، غالبًا ما كانت مصر تستورد خشب الأرز من جبيل، الذين تربطهم بها علاقات تجارية جيدة. في الوقت نفسه، سيطلبون من الدول الأخرى التي يتاجرون معها تزويدهم بعدد معين من السفن. ويتجلى ذلك في رسائل تل العمارنة حيث وجدنا طلبًا لملك قبرص لبناء سفن للبحرية المصرية. بحلول وقت معركة شعوب البحر، أصبح المصريون خبراء في بناء السفن. كان لسفنهم صاري واحد به شراع أفقي مربع. عادة ما يتم تزيين قوس واحد بجمجمة بشرية يتم سحقها برأس أسد. غالبًا ما كانت هذه السفن مزودة بمجاديف دفة، حيث لم يتم اختراع الدفات المبنية في ذلك الوقت. في الوقت نفسه، كان من الممكن أن يصل وزنهم إلى 70 أو 80 طنًا مع حوالي 50 مجدفًا.

## هدف
كان للبحرية المصرية أربعة أهداف رئيسية:
1. نقل القوات والإمدادات إلى مناطق معينة تتطلبها،
2. لاستخدامها كمنصة يطلق منها الرماة سهامهم على العدو البري أو البحري،
3. لتدمير سفن العدو الأخرى،
4. لحمل السجناء.

## وسائل النقل
غالبًا ما تُعتبر المناظر الطبيعية المصرية قاسية ويصعب التنقل فيها باستثناء الأميال القليلة التي تحيط بوادي النيل. لهذا السبب، ثبت أن استخدام السفن كوسيلة للاتصال والنقل فعال للغاية. استخدم المصريون أسطولهم البحري للأغراض الأولى والأكثر أهمية بهذه الطريقة. كانوا يرسلون جنودًا إلى مناطق في جميع أنحاء مصر تكون وظيفتها قمع التمرد أو صد المهاجمين. وهذا واضح للغاية في استخدام السفن لنقل المواد الغذائية والإمدادات إلى الحصون التي كانت متمركزة في الجنوب بالقرب من النوبة. غالبًا ما تم وضع هذه الحصون في مناطق صعبة، ومن أجل إطعام أنفسهم اعتمدوا بشكل كبير على الحصص التي يتلقونها من مدن مثل طيبة والكرنك. استخدم المصريون هذا الغرض دائمًا منذ بداية حضارتهم وحتى عصر الإمبراطورية المصرية حيث كانوا يعيدون إمداد قواتهم المتمركزة في منطقة الشام عبر البحر.
هذا ملحوظ بشكل خاص في نقوش معبد مدينة هابو التي تظهر المحاولة العظيمة لغزو مصر من قبل شعوب البحر. يوضح هذا النقش لنا السفن المصرية الصغيرة التي تستطيع المناورة والتي تقاتل ضد السفن الأكبر والأبطأ لشعوب البحر. يصور السفن على أنها منصات يمكن للرماة والقنابل من خلالها تفريق العدو. إن امتلاك مثل هذه السفن السريعة والمناورة مكن المصريين من مضايقة العدو باستمرار من مسافة ما بينما في نفس الوقت الانسحاب إلى بر الأمان والهجوم من جانب مختلف. في هذه المرحلة، كان هذا الغرض موجودًا في الغالب في عصر الإمبراطورية المصرية، على الرغم من أننا نعتقد أنه تم استخدامه خلال الفترة الانتقالية الثانية أثناء حصار أفاريس من قبل أحمس الأول.

## الهجوم
ربما حدث هذا الغرض أكثر خلال عصر المملكة المصرية الحديثة عندما نشأ الموقف بالنسبة للمصريين لتعطيل أي تهديدات لبحارهم. كما أنه يتجلى بشكل أكثر وضوحًا بالنسبة لنا من نقش معبد مدينة هابو حيث يصور مشاة البحرية المصرية على متن السفن وهم يحاولون ركوب سفن شعوب البحر. عند هجومهم، كان معظم أفراد الطاقم على متن السفن المصرية يسلحون أنفسهم ويقاتلون في قتال قريب من خلال استخدام الرماح والدروع وفؤوس القتال. لم يكن للمصري قط وحدة بحرية محددة، ولكن كان معروفًا أن أي شخص على متنها قادر على نفس القدر على الحفاظ على السفينة والقتال في نفس الوقت. كان المصريون يصعدون على متن السفن الأخرى مستخدمين الطريقة الأكثر شيوعًا لاستخدام خطافات التصارع لسحب السفينة بعد رشها بالسهام وطلقات القاذفات.

## المعارك البحرية الشهيرة
في حين لا يتم سرد المعارك البحرية في كثير من الأحيان لأنه لم يكن هناك تمييز بين البحرية والجيش في مصر القديمة، فإننا نجمع بعض المعلومات بين الحين والآخر عن المعارك التي دارت من خلال استخدام السفن.

### حصار أفاريس
أحد الأمثلة على ذلك هو عندما قاد أحمس حصارًا ضد الهكسوس في مدينة أفاريس في نهاية الأسرة السابعة عشر وبداية الأسرة الثامنة عشرة. أحد روايات الحصار يأتي من جندي وبحار قاتل في الحصار اسمه أحمس بن إبانا. ويذكر في رواياته كيف تمركز على سفينة تُدعى الشمالية أبحر فيها مع الجيش المصري باتجاه أفاريس. بعد القتال، حاصروا المدينة وحاصروها. يجب أن يكون حصار أفاريس هجومًا بحريًا وبريًا مشتركًا منذ أن ادعى أحمس بن إبانا أنه «قاتل في القناة ضد بيزيدكو من أفاريس».

### الحرب ضد شعوب البحر
ربما تكون هذه الحرب هي أشهر حرب مصرية شاركت فيها بشدة القوة البحرية للإمبراطورية المصرية، وهي الأولى التي يتم توثيقها جيدًا على الإطلاق. في عهد رمسيس الثالث الذي كان من عام 1182 قبل الميلاد إلى 1151 قبل الميلاد، ظهر تهديد جديد لتحدي المصريين بطريقة مختلفة عما اعتادوا عليه. كان شعب جديد يسمى شعوب البحر يصل إلى بلاد الشام ويدمرون مدنها. لقد تم بالفعل تدمير الحيثيين الأقوياء من قبل هؤلاء الأشخاص من أصل غامض وسرعان ما أصبح من الواضح أن مصر بكل ثرواتها ستكون التالية. أعد رمسيس الثالث أسطولًا عظيمًا وخطط لصد شعوب البحر في النيل. في الحساب المأخوذ عن نقش معبد ولايات مدينة هابو رمسيس، «لقد جهزت مصب النهر كجدار قوي به سفن حربية وقوادس ومراكب خفيفة. وقد تم تجهيزهم بالكامل في الأمام والخلف بالمقاتلين الشجعان الذين يحملون أسلحتهم والمشاة. من كل معول مصر».
في هذا النقش، يصور العدو بسفنه الطويلة التي تسقط جميعها في النيل وتثقبها السهام التي تم إطلاقها من السفن المصرية. وفي الوقت نفسه، يدعي رعمسيس أنه استدرج العدو بالقرب من شاطئ النيل وأطلق عليهم مئات الآلاف من السهام. انتصر المصريون على سفنهم النهرية السريعة والرشاقة على السفن البحرية لشعوب البحر، الذين صورهم المصريون على أنهم غير مجهزين للقتال بعيد المدى.